# جون هيربست
جون هيربست (بالإنجليزية: Johan Herbst)‏ هو لاعب اتحاد الرغبي جنوب أفريقي، ولد في 18 مايو 1987 في ستيلينبوش في جنوب أفريقيا.